# Commonwealth Lake (Manitoba)
Der Commonwealth Lake ist ein See im Norden der kanadischen Provinz Manitoba.

## Lage
Der See hat eine Nord-Süd-Ausdehnung von knapp acht Kilometern, von Ost nach West misst er etwa 4,4 km. Er wird von mehreren kleinen Zuflüssen gespeist und im Süden durch den Caribou River entwässert. Im Commonwealth Lake befinden sich mehrere kleine Inseln.
Seinen Namen erhielt der See 1974 zur Erinnerung an den Commonwealth Air Training Plan von 1939 bis 1945. Die vier größten Inseln wurden nach den Nationaltieren der Teilnehmerstaaten Kanada, Großbritannien, Australien und Neuseeland Beaver Island (Biber), Lion Island (Löwe), Kangaroo Island (Känguru) und Kiwi Island (Kiwi) benannt – bis auf den Biber keine typischen Vertreter der nordkanadischen Fauna.